# 尼科爾森 (喬治亞州)
尼科爾森（英語：Nicholson）是一個位於美國喬治亞州傑克遜縣的城市。

## 地理
尼科爾森的座標為34°06′53″N 83°25′46″W / 34.11472°N 83.42944°W，而該地的平均海拔高度為256米（即840英尺）。

## 人口
根據2010年美國人口普查的數據，尼科爾森的面積為10.41平方千米，當中陸地面積為10.37平方千米，而水域面積為0.04平方千米。當地共有人口1696人，而人口密度為每平方千米162.92人。